# Војаџер 1
Војаџер 1 (енгл. Voyager 1) је Насина интерпланетарна сонда лансирана 5. септембра 1977. ради проучавања спољног Сунчевог система. Остала је оперативна, и тренутно наставља њену продужену мисију да лоцира и проучи границе Сунчевог система, укључујући Којперов појас. Његова оригинална мисија је била да посети Јупитер и Сатурн и први пут су успели да направе прве високо детаљне слике тих планета и њихових сателита. Те планете су раније посећене сондама Пионир.
Војаџер 1 је тренутно најудаљенији објекат од Земље створен људском руком, удаљавајући се од Земље и Сунца на брзини која одговара већој специфичној енергији од било које друге сонде. Иако је његова сонда близанац, Војаџер 2, лансирана 16 дана раније, Војаџер 2 никад неће претећи Војаџер 1, нити ће то успети мисија Нови хоризонти која је тренутно у Којперовом појасу, упркос томе што је лансирана на већој брзини са Земље него обе Војаџер летелице, јер је Војаџер 1 приликом свог лета имао користи од низа повећања брзине уз помоћ гравитације других планета. Тренутна брзина Новог Хоризонта је већа од Војаџера 1, али кад Нови Хоризонт стигне на исту удаљеност од Сунца као Војаџер сад, његова брзина ће бити отприлике 13 km/s.

## Излаз из Сунчевог система
Дана 12. септембра 2013, НАСА је званично потврдила да је Војаџер 1 ушао у међузвездани простор. Према подацима које је НАСА добила са летелице, Војаџер 1 је заправо изашао из Сунчевог система пре више од годину дана, али је НАСА добила поуздане податке који то потврђују тек средином 2013.

## Галерија
- Структура Војаџера
- Велика црвена пега на Јупитеру виђена са Војаџера
- Слика у боји Јупитеровог сателита Ио